# Ябалча
Ябалча (рум. Iabalcea) — село у повіті Караш-Северін в Румунії. Входить до складу комуни Карашова.
Село розташоване на відстані 340 км на захід від Бухареста, 9 км на південь від Решиці, 80 км на південний схід від Тімішоари.

## Населення
За даними перепису населення 2002 року у селі проживали 227 осіб.
Національний склад населення села:
| Національність | Кількість осіб | Відсоток |
| -------------- | -------------- | -------- |
| хорвати        | 210            | 92,5%    |
| румуни         | 17             | 7,5%     |

Рідною мовою назвали:
| Мова       | Кількість осіб | Відсоток |
| ---------- | -------------- | -------- |
| хорватська | 121            | 53,3%    |
| румунська  | 106            | 46,7%    |